# Žirafa Rothschildova
Žirafa Rothschildova, psáno také jako žirafa Rotschildova, (Giraffa camelopardalis rothschildi nebo Giraffa camelopardalis rotschildi) je druhý nejvíce ohrožený poddruh žirafy jen s několika sty žijícími jedinci (podle jiných údajů žije v přírodě několik tisíc jedinců). Na základě nových molekulárních analýz z r. 2016 již není považována za samostatný poddruh, ale za ekotyp jiného poddruhu žirafy – žirafy severní núbijské (Giraffa camelopardalis camelopardalis).

## Základní údaje
Byla pojmenována po zakladateli muzea v Tringu L. W. Rothschildovi. Všechny, které žijí ve volné přírodě, jsou v chráněných oblastech v Keni a Ugandě. Dříve žila i v Súdánu, ale tam pravděpodobně vyhynula. Zatímco žirafy obecně jsou klasifikovány statusem málo dotčený druh, žirafa Rothschildova je v kategorii ohrožený druh kvůli nízké populaci. Existuje velmi málo míst, kde lze žirafu Rothschildovu pozorovat v divočině – patří k nim národní park Nakuru v Keni nebo národní parky Murchison Falls a Kidepo Valley v severní Ugandě. Existují různé chovné programy, které mají za cíl zvýšit populaci žirafy Rothschildovy, např. Giraffe Centre v Nairobi v Keni nebo Woburn Safari Park ve Woburnu ve Velké Británii.
Žirafy Rothschildovy jsou snadno odlišitelné od ostatních poddruhů. Nejviditelnější je ve zbarvení srsti. Typické jsou tmavohnědé kaňkovité nebo obdélníkové skvrny se slabšími krémově zbarvenými liniemi okolo. Hlezno bývá skvrnité.

## Chov v zoo
V Evropě je žirafa Rothschildova k vidění přibližně ve stovce zoo. V Česku ji je možné zhlédnout v těchto zoo:
- Zoo Dvůr Králové
- Zoo Jihlava
- Zoo Liberec
- Zoo Olomouc
- Zoo Ostrava
- Zoo Plzeň
- Zoo Praha
- Zoo Ústí nad Labem
- Zoo Zlín

Na Slovensku byly na počátku roku 2020 chovány v Zoo Bratislava.

### Chov v Zoo Praha
První žirafa přišla do Zoo Praha v roce 1954, tedy více než dvacet let po otevření zoo. I tak se jednalo o první žirafu v československých zoo. Jednalo se o žirafu masajskou. Po ní se v zoo vystřídaly ještě další poddruhy. Chov žiraf Rothschildových započal v roce 1970 a stal se velmi úspěšným. Prvních pět jedinců (samec a čtyři samice) přišlo do pražské zoo ze Zoo Dvůr Králové. Všechna tato zvířata měla původ v transportech zvířat, která dovezl Josef Vágner, tehdejší ředitel královédvorské zoo přímo z Afriky. První pražská žirafa se narodila v roce 1974 a dostala jméno Praga. Jubilejní 75. mládě pak přišlo na svět v roce 2013.
Jednou z nejvýraznějších zvířecích osobností je Nora, která se stala i tváří kampaně Seznamte se!. Jejím otcem byl rovněž pražský rodák – Šimon, který byl dlouholetým chovným samcem pražského stáda a navíc jednou z nejdéle žijících žiraf v Evropě. Uhynul v necelých 24 letech v roce 2009.
Na podzim 2016 došlo k zajímavému transportu dvou mladých žirafích samců Hynka a Tadeáše do turecké zoo Faruk Yalcin.
Ke konci roku 2017 byl chován jeden samec (Johan) a devět samic. Mezi nimi byla i samice Anna narozená v srpnu 2016 jako 82. pražské mládě. Ke konci roku 2018 bylo chováno osm jedinců (samec se sedmi samicemi). Další mládě (samička) se narodilo 25. ledna 2019. 17. února pak dostala jméno Nela. Pokřtila ji herečka Iva Pazderková. Jedná se o 83. mládě narozené v historii pražského chovu. Matkou samičky je Faraa (původem ze švýcarské Knie's Kinderzoo v Rapperswilu), otcem dlouholetý chovný samec Johan (narozen v nizozemské Zoo Rhenen). Zatím poslední mládě přišlo na svět 13. února 2019. Jedná se o samečka a jeho rodiči jsou Johan a Eliška. Při křtinách v dubnu 2019 dostal od herce Pavla Šimčíka a kanoisty Josefa Dostála jméno Matyáš. Johan v červenci 2023 zemřel v úctyhodném věku 23 let, 7 měsíců a 6 dní, a za 18 let života v pražské zoo zplodil 30 potomků. Poslední, třicáté Johanovo mládě, samička, přišlo na svět v červenci 2024. Jedná se o 86. žirafí mládě narozené v Praze v historii chovu a 99. žirafu, která žije v pražské zoo. Tato žirafa dostala v srpnu 2024 jméno Johanka - pro dodržení tradice používat pro pražská žirafí mláďata jména z kalendáře v termínech blízkých datu narození, je toto jméno odkazem na připomínku Mistra Jana Husa, který je označován také jako Johannes a jeho svátek je 6. července. Johanka přišla na svět 2. července. Za kmotry má Johanka tři úspěšné české reprezentantky v basketbalu.
Žirafy jsou v pražské zoo chovány v rozsáhlém areálu pavilonu Africký dům s výběhem Africké panorama v horní části zoo. Expozice byly otevřeny v roce 2001.  Pražskou skupinu v roce 2025 tvoří 6 samic dospělých a jedna odrůstající Johanka.
V současnosti jsou zde chovány pod označením žirafa severní núbijská.